# روزيتا (برمجيات)
روزيتا  أو رشيد (بالانكليزية:Rosetta) هو برنامج ترجمة الثنائية الديناميكية لنظام تشغيل ماك أو أس والذي يسمح للتطبيقات باور بي سي بالعمل على حواسيب ماكنتوش وتعتمد على إنتل بدون تعديلات.
الاسم «رشيد» أخذ من حجر الرشيد، الاكتشاف الذي سهل فهم وترجمة الهيروغليفية المصرية.
يعتمد رشيد على تقنية كويك ترنست (QuickTransit [الإنجليزية]). لايملك واجهة رسومية، مما دفع أبل لوصف رشيد بأنه «أروع برنامج لايمكنك رؤيته».